# E.S.E.-Standard

Das Logo der Marke

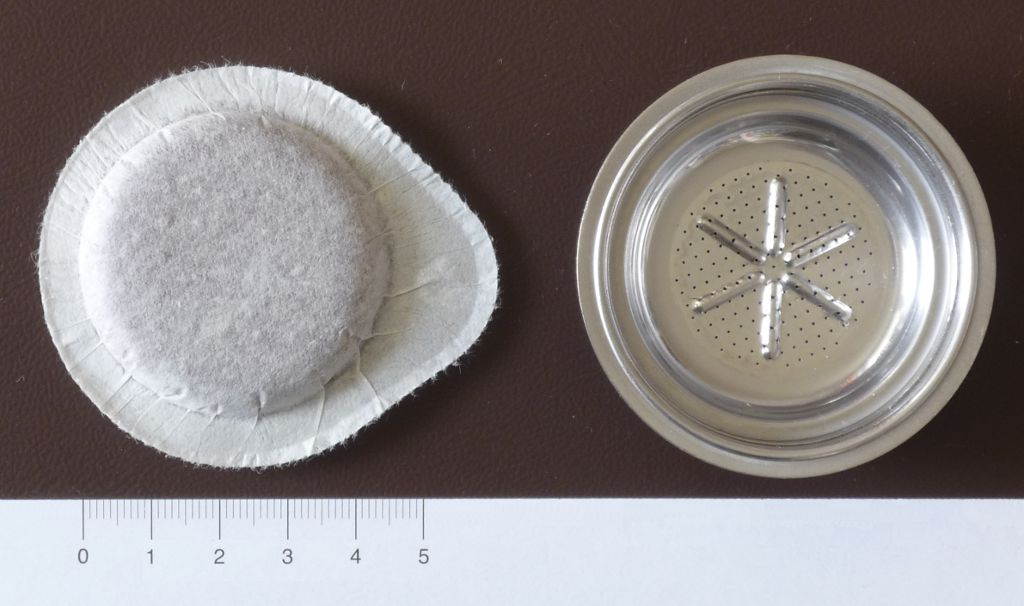
Pad des E.S.E.-Systems mit zugehörigem Siebträger-Einsatz

Der E.S.E.-Standard (ESE = englisch easy serving espresso) ist ein offener Standard des Consorzio per lo Sviluppo e la Tutela dello Standard E.S.E. (dt. „Konsortium für die Förderung und den Schutz des E.S.E.-Standards“) von Kaffeepads, das speziell für Espressomaschinen mit Siebträgern entwickelt wurde.

## Hintergrund
Hierbei handelt es sich meistens um Espressomaschinen ohne Mahlwerk. Das Kaffeepulver befindet sich zwischen zwei Lagen Filterpapier und wird in einen Siebträger gegeben, welcher dann in die Maschine eingespannt wird. Ein Wassererhitzer leitet dann das Wasser mit einem Druck von 9 bis 10 bar durch das Pulver. Da diese Siebträger meistens einen kleineren Durchmesser haben als die Standard-Pads, passen hier oft nur Espresso-Pads mit einem  Durchmesser von 44 mm. Erhältlich sind diese mit verschiedenen Röstungen, bis hin zum entkoffeinierten Kaffee. Der Vorteil liegt in der Einfachheit der Anwendung, der Nachteil im Preis und der Beschaffung. Die Pads sind im Gegensatz zu den verbreiteteren Senseo-kompatiblen Pads kleiner (Durchmesser 44 mm statt ca. 70 mm bei Senseo), mit gepresstem Kaffeepulver gefüllt und erfordern einen Pumpendruck von 10 bis 20 bar (Senseo < 3 bar).